# Acetat de polivinil
L'acetat de polivinil (PVA), comunament conegut com cola polivinílica , cola blanca o cola de fuster és una substància líquida que permet enganxar diversos materials com per exemple la fusta, el cartró o materials porosos com el paper. Aquesta substància és molt utilitzada en treballs escolars manuals o tecnològics.
És un polímer, obtingut mitjançant la polimerització de l'acetat de vinil, descobert pel químic Fritz Klatte el 1912. Per preparar alcohol de polivinil s'usa la hidròlisi del polímer (ja sigui aquesta parcial o total). Es presenta comercialment en forma d'emulsió, com adhesiu per a materials porosos, especialment la fusta. A una de les seves varietats se la coneix com a Resistol o Resistol 850, la marca de la indústria que el produeix.
És el membre de la família d'èsters de vinil més fàcilment obtenible i de més ampli ús: adhesius d'enquadernació, bosses de paper, cartrons per a llet, sobres, cintes engomades, calcomanies, etc. S'usa igualment com a base de plàstic neutre per a la fabricació de xiclet, ja que és un substitut barat de la saba gomosa natural de l'arbre Manilkara zapota. També es pot utilitzar per protegir el formatge dels fongs i de la humitat.